# ياد بن تسفي

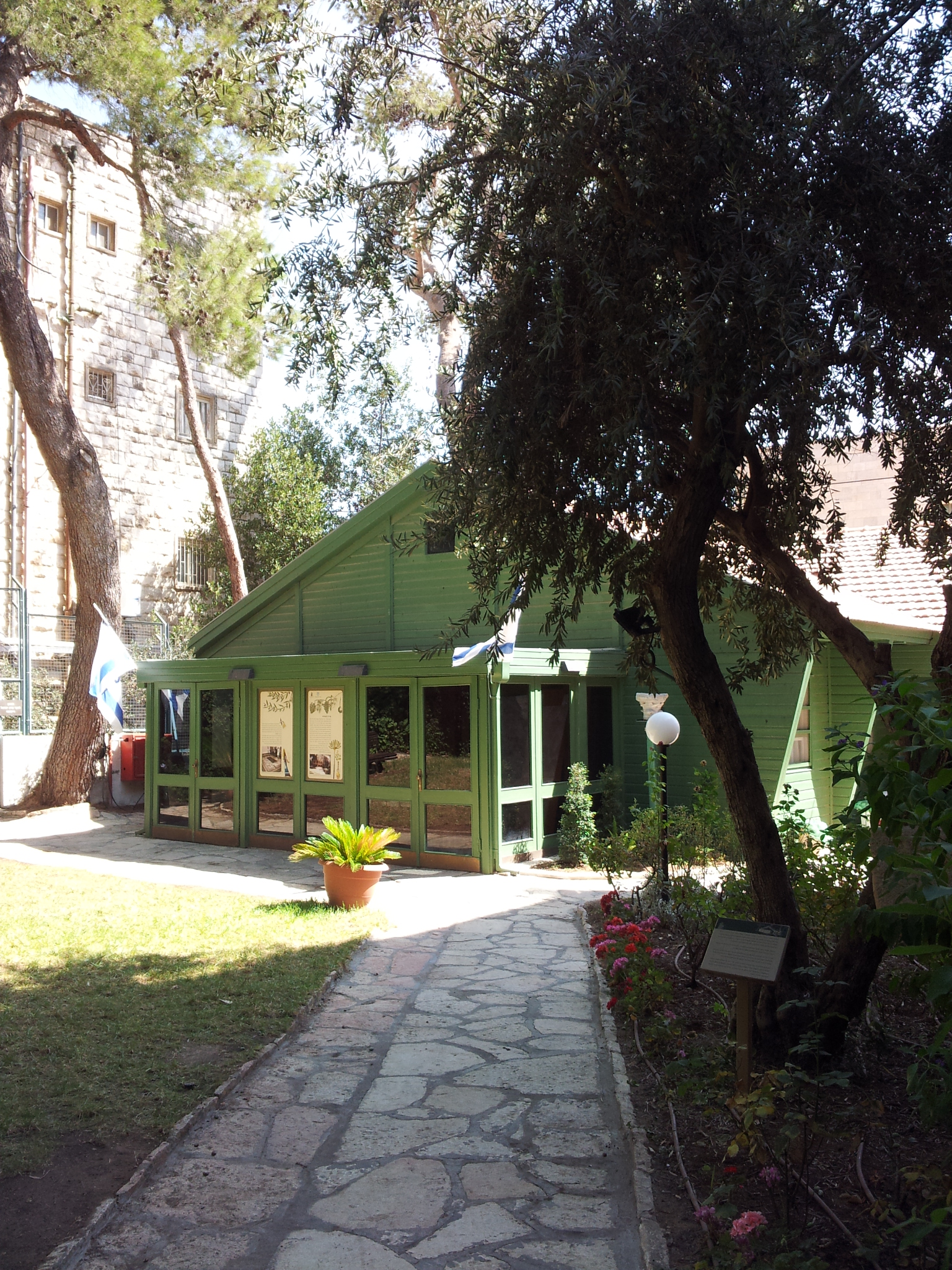
كوخ ياد بن تسفي، المنزل التاريخي ليتسحاق وراشيل بن تسفي

ياد بن تسفي Yad Ben Zvi (بالعبرية: יד יצחק בן-צבי‏) المعروف أيضًا باسم معهد بن تسفي، هو معهد أبحاث ودار نشر تحمل اسم الرئيس الإسرائيلي يتسحاق بن تسفي في القدس.
ومنح جائزة إسرائيل في عام 1985 في الأدب اليهودي الشرق أوسطي.

## التاريخ والأنشطة
ياد بن تسفي هو معهد أبحاث أنشئ لمواصلة الأنشطة الصهيونية والتعليمية والثقافية للرئيس الإسرائيلي الثاني والأطول خدمة، يتسحاق بن تسفي. ويقع في منزل ومكاتب بن تسفي وزوجته راحيل يانايت في حي رحافيا بالقدس.

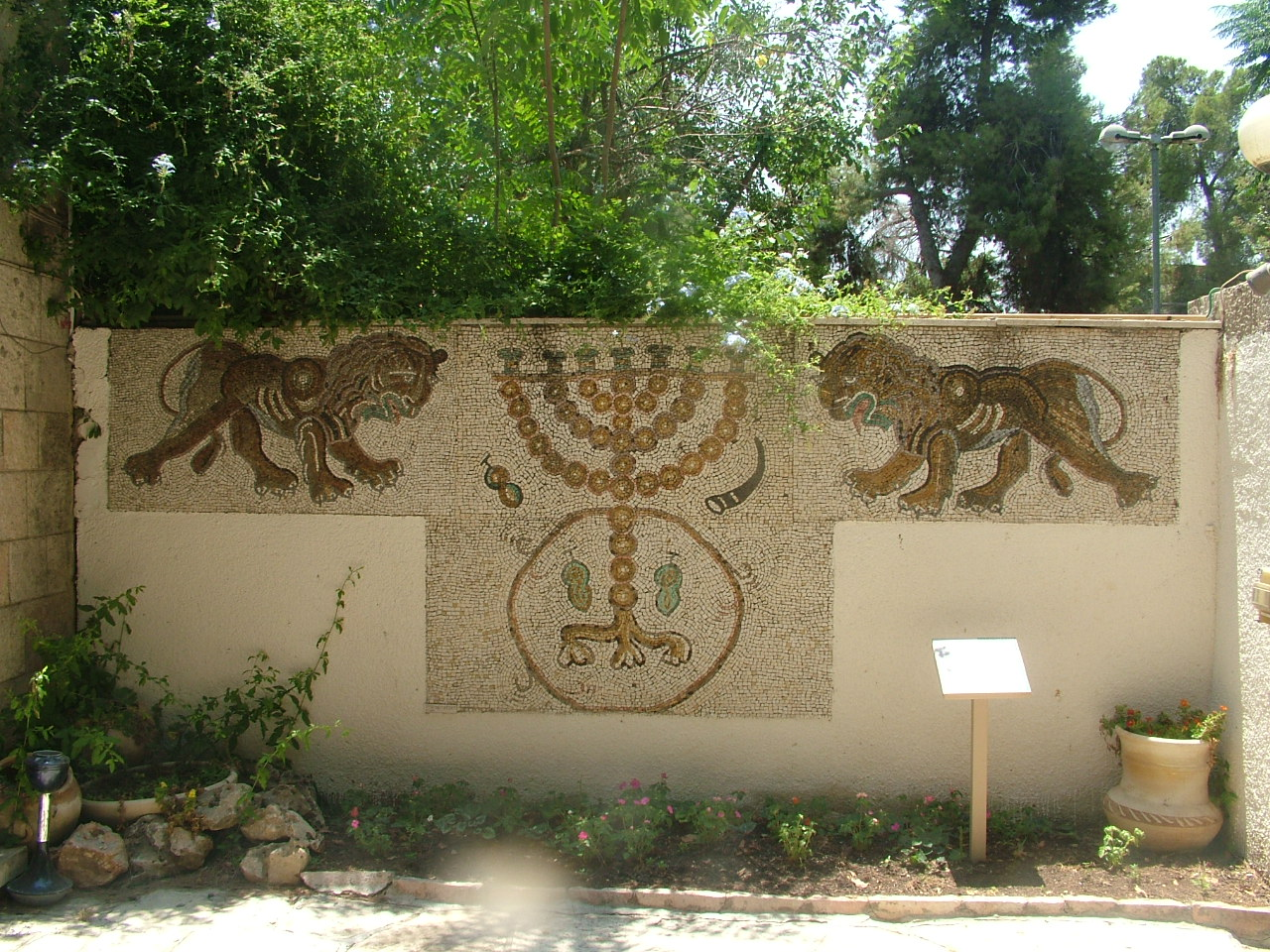
فسيفساء أرضية من كنيس العصر البيزنطي يتضمن: أسود يهوذا، الشمعدان، الشوفار، وليمون الأترج - معروضة في ياد بن تسفي.

أسس معهد بن تسفي عام 1947 لاستكشاف تاريخ وثقافة الجاليات اليهودية التي تعيش في الدول العربية. ويضم مكتبة للمخطوطات والكتب النادرة وأرشيفًا للصور الفوتوغرافية، ودار نشر أكاديمية. 
ينظم ياد بن تسفي دورات وندوات ومحاضرات وجولات خاصة في القدس. 
وفي عام 2012، افتتح المعهد مدرسة دولية جديدة للدراسات القدسية في مبنى تاريخي تم تجديده، وكان يُعرف سابقًا باسم "بيت المرأة الرائدة". 

## روابط خارجية
- موقع ياد بن تسفي
- ياد بن تسفي: عرض شامل في موقع مكتبة إسرائيل الوطنية [4]